# Protokoll (diplomácia)
A diplomáciai protokoll a diplomáciai érintkezés szabályainak  a 20. századra megszilárdult rendszere. A diplomáciai rangokra, a mentességekre és kiváltságokra vonatkozó szabályokon kívül általában nem a nemzetközi jog illetve a szokásjog része, hanem a nemzetközi udvariasság közébe tartozik, de az egyes államok kötelesek a saját protokoll-szabályaikat megkülönböztetés nélkül érvényesíteni a különböző idegen államok képviselőivel szemben.

## A szó jelentései
A görög eredetű protokoll szó, eltekintve további értelmezéseitől, magában a diplomáciában is további két különböző értelemben használatos:
- jegyzőkönyv, illetve jegyzőkönyv formájába foglalt nemzetközi okmány
- az egyes államok külügyminisztériumának vagy más elnevezésű központi külügyi igazgatási szervének a diplomáciai protokoll körébe tartozó ügyek intézésével, valamint esetenként, szükség szerint, a diplomaták lakásügyeivel, a diplomata rendszámok kiadásával és egyéb személyes, de a hivataluk ellátásával kapcsolatos ügyeinek intézésével foglalkozó osztály, részleg, hivatal. E hivatal vezetőjét általában protokollfőnöknek (chef de protocole (franciául)) nevezik. Számos államban a külügyminisztérium feletti állami vezetők protokoll-ügyeinek intézésével külön hivatal, az „állami protokoll” foglalkozik.

## A diplomáciai protokoll ágai
A diplomáciai protokoll azon szabályok összessége, amelyek a diplomatáknak a fogadó állam képviselőivel és egymással való érintkezésére vonatkoznak. Az e körbe tartozó legfontosabb kérdések:
- a diplomaták rangsorolása;
- a diplomaták hivatalos rendezvényeken történő elhelyezésének, ültetésének rendje;
- a diplomatáknak az állami vezetőknél tett hivatalos látogatásainak rendje, különös tekintettel a megbízólevelek és a visszahívó levelek átadására;
- a nemzetközi szerződések és egyéb megállapodások megkötésének, okmányok kiállításának alaki szabályai;
- valamint sok más kisebb jelentőségű, és a illemtani protokoll, etikett köréhez is kapcsolódó téma, mint például a névjegyhasználat.

## Kapcsolódó szócikk
- Nagy Ildikó (protokollszakértő)